# Tô Viết Báo
Tô Viết Báo (sinh 1956) là một sĩ quan cấp cao trong Quân đội nhân dân Việt Nam, hàm Trung tướng, nguyên Cục trưởng Cục Quân lực, Bộ Tổng Tham mưu.

## Tiểu sử
Năm 2008, ông được bổ nhiệm giữ chức Phó Cục trưởng Cục Quân lực, Bộ Tổng Tham mưu.
Năm 2012, ông được bổ nhiệm giữ chức Cục trưởng Cục Quân lực, Bộ Tổng Tham mưu thay cho Trung tướng Phạm Chân Lý
Tháng 12 năm 2016, ông nghỉ chờ hưu.
Thiếu tướng (2011), Trung tướng (2015)